# Gölen (Vittaryds socken, Småland)
Gölen är en sjö i Ljungby kommun i Småland och ingår i Lagans huvudavrinningsområde.